# Synodontis waterloti
 (mai 2024).
Espèce
Statut de conservation UICN

LC : Préoccupation mineure
Synodontis waterloti est une espèce de poisson-chat à l'envers originaire des eaux de l'Afrique de l'Ouest. Cette espèce atteint une longueur de 18,5 cm (TL). Cette espèce est une composante mineure de la pêche commerciale locales.

## Répartition
Ce taxon se rencontre dans les pays suivants : Côte d'Ivoire, Gambie, Ghana, Guinée, Liberia, Sierra Leone, Sénégal.

## Publication originale
- Daget, J. (1962). Les poissons du Fouta Dialon et de la basse Guinée. Mémoires de l'Institut français d'Afrique Noire. No. 65: 1-210, Pls. 1-13. [Date stamp in copy of Senchenbergische Bibliothek: 25 Oct. 1962.].